# بخش راماناگارا
بخش راماناگارا (به انگلیسی: Ramanagara district) یک منطقهٔ مسکونی در هند است که در Bengaluru division واقع شده‌است. بخش راماناگارا ۳٬۵۱۶ کیلومتر مربع مساحت و ۱٬۰۸۲٬۶۳۶ نفر جمعیت دارد.